# In gefährlicher Nähe
In gefährlicher Nähe (Arbeitstitel Am Ende des Tages) ist ein deutscher Fernsehfilm aus dem Jahr 2014 von Regisseur Johannes Grieser nach einem Drehbuch von Holger Joos mit Julia Koschitz und Matthias Koeberlin. Die Erstausstrahlung des Psychodramas erfolgte am 8. Januar 2014 im Ersten.

## Handlung
Lea Jung ist eine Anwältin, die einen medial viel beachteten Prozess gewonnen hat. Bei ihrem Mandanten handelt es sich um Nick Storm, der wegen Vergewaltigung angeklagt und freigesprochen wurde, weil es Jung gelingt, mittels eines von Dr. Martens erstellten psychologischen Gutachtens die Glaubwürdigkeit des mutmaßlichen Opfers Yvonne Schubert in Zweifel zu ziehen.
Nach dem Prozess schickt sie Leas Vater und Kanzleichef Peter Jung in deren Haus am See, damit sie sich der Aufmerksamkeit durch die Medien und Feministinnen entziehen kann. Außerdem beginnt Nick, Lea zu umwerben, und die beiden verbringen eine gemeinsame Liebesnacht.
Auch Yvonne Schubert sucht Leas Nähe und beharrt darauf, im Recht gewesen zu sein. Yvonne warnt Lea davor, wie sie selbst auf Nick hereinzufallen. Laut Yvonne steht die Kanzlei von Peter Jung kurz vor der Pleite. Nicks Vater Alfred Storm soll Peter unterstützen, falls er seinen Sohn vor dem Gefängnis bewahrt. Lea zweifelt daraufhin, wem von beiden sie vertrauen soll. In der Praxis von Dr. Martens entdeckt Lea ein Foto, auf dem Alfred Storm und Dr. Martens gemeinsam beim Angeln zu sehen sind.
Yvonne gesteht schließlich, dass sie sich mit dem Prozess an Nick für ihre unerwiderte Liebe rächen wollte und bedroht Lea und Nick mit einer Waffe. Bei einem Kampf zwischen Lea und Yvonne löst sich ein Schuss, der Nick in den Bauch trifft. Nachdem Yvonne versucht, Lea im See zu ertränken, wird Lea von ihrem Vater gerettet und Yvonne erschossen. Nick wird ins Krankenhaus gebracht, laut der Ärzte soll er durchkommen. Leas Vater begleitet sie zu Nick ins Krankenhaus.

## Produktion
Die Dreharbeiten fanden an 24 Drehtagen vom 5. Juli bis zum 7. August 2012 in  Baden-Baden und Umgebung sowie im Elsass statt. Produziert wurde der Film von der deutschen Maran Film (Produzent Uwe Franke) im Zusammenarbeit mit dem Südwestrundfunk (SWR).
Die Kamera führte Jürgen Carle, die Montage verantwortete Sabine Garscha, die Musik schrieben Jens Langbein und Robert Schulte-Hemming. Das Kostümbild gestaltete Anna Schmidbauer, das Szenenbild Joachim Schäfer, den Ton Peter Tielker.

## Rezeption

### Kritiken
Oliver Armknecht bewertete den Film auf film-rezensionen.de mit fünf von zehn Punkten. Die Anwältin, die sich mit ihrem früheren Mandanten einlässt, dem eine Vergewaltigung vorgeworfen wurde hätte ein interessantes Thema sein können. Stattdessen wurde ein über weite Strecken recht beliebiger Psychothriller mit wenig aussagekräftigen Figuren draus.
Rainer Tittelbach vergab auf tittelbach.tv 3,5 von 6 Sternen. Die Produktion laviere lange Zeit unentschlossen zwischen Psychothriller und dem Drama einer jungen Frau. Psychologisch grundiert, aber letztlich doch eine dünne Geschichte. Sehenswert sei nur Julia Koschitz.
Filmdienst.de kritisierte den Film als in der männlichen Hauptrolle zwar gut gespielten, ansonsten eher vorhersehbaren Psychothriller, oberflächlich und banal konstruiert.
Hans Czerny schrieb auf prisma.de, dass man sich auf eine Pointe, die diesen Namen verdiene, vergeblich freue. Julia Koschitz mache immerhin ein glaubhaftes Psychodrama aus ihrer so fragwürdigen Tochterrolle. Auch Matthias Koeberlin überzeuge.
tvspielfilm.de urteilte: „Thriller-Hausmannskost – aber doch ganz spannend“. Die Darsteller machten ihre Sache gut und der Ausgang der Angelegenheit bliebe wirklich bis fast zum Ende offen.
Elmar Krekeler sah sich auf welt.de an den Kachelmann-Prozess erinnert und lobte neben den Schauspielleistungen von Koschitz und Koeberlin auch jene von Johanna Klante, die glaubhaft zwischen Verzweiflung und Wahnsinn balanciere.

### Einschaltquote
Die Erstausstrahlung im Ersten verfolgten 5,6 Millionen Personen, der Marktanteil betrug 16,8 Prozent.